# راس الحرف
راس الحرف هي إحدى القرى اللبنانية من قرى قضاء بعبدا في محافظة جبل لبنان.